# あなたの声
「あなたの声」（あなたのこえ）は、上白石萌音の2作目の配信シングル。2017年10月4日発売。

## 概要
NHKの音楽番組『みんなのうた』で、2017年10月〜11月に放送された。作詞：奥村健一、作曲・編曲：羽深由理。